# Pere Aragonès
Pere Aragonès i Garcia (Pineda de Mar, Barcelona, 16 de noviembre de 1982) es un político y jurista español de ideología independentista catalana que ejerció como presidente de la Generalidad de Cataluña desde mayo de 2021 hasta agosto de 2024, y actual coordinador nacional de Esquerra Republicana de Catalunya.  Anteriormente ejerció como vicepresidente del Gobierno de Cataluña desde 2018 hasta 2021, presidente en funciones desde 2020 a 2021, y ha sido diputado en las viii, ix, x, xi y xii legislaturas del Parlamento de Cataluña.

## Biografía
Nació el 16 de noviembre de 1982 en Pineda de Mar (provincia de Barcelona). Su abuelo paterno, Josep Aragonés i Montsant —empresario hotelero y textil, que amasó una gran fortuna durante la dictadura franquista, como con el «Taurus Park» de 1963, el hotel más grande de España en aquella época— fue alcalde del municipio por Alianza Popular, actual Partido Popular y uno de sus fundadores; los hijos de Josep, Pere —padre de Pere Aragonès i Garcia— y Enric, heredaron la profesión de empresario hotelero del progenitor y su fortuna.
Militante en las Juventudes de Esquerra Republicana de Catalunya (JERC) desde 1998, con 16 años, dos años más tarde, en el 2000, se afilió a Esquerra Republicana de Catalunya (ERC).
Licenciado en Derecho por la Universidad Abierta de Cataluña y máster en Historia Económica por la Universidad de Barcelona, amplió estudios en políticas públicas para el desarrollo económico en la Escuela Harvard Kennedy de la Universidad de Harvard. Colaboró como investigador con el Instituto Ignasi Villalonga de Economía y Empresa, y ha sido profesor asociado de la Universidad de Perpiñán. En la actualidad [¿cuándo?] está realizando el programa de doctorado en Historia Económica en la Universidad de Barcelona.
Trabajó como becario en Vila-Salbanyà-Martí Advocats Associats, un despacho de Calella (Barcelona) especializado en asesoramiento jurídico a personas, empresas y administraciones públicas.
De 2003 a 2007, fue portavoz nacional de las JERC. Como tal, fue el principal impulsor de una campaña con el eslogan «Espanya ens roba» (España nos roba), en la que denunciaba el supuesto «expolio fiscal» del Estado sobre Cataluña.
De 2003 a 2010 miembro de la ejecutiva nacional de ERC, con diferentes responsabilidades. En 2006 fue elegido diputado en el Parlamento de Cataluña en las listas de Esquerra Republicana de Cataluña, en representación de las JERC. En las elecciones al Parlamento de Cataluña de 2010, así como en las de 2012, fue elegido nuevamente diputado.
Ha sido ponente de la Ley por el Derecho a la Vivienda, la Ley de Mediación en el Ámbito del Derecho Privado, la Ley de Políticas de Juventud, la Proposición de Ley de Equidad Impositiva por una Salida Solidaria de la Crisis, la Proposición de Ley de Medidas en el Ámbito Hipotecario, la Proposición de Ley de Medidas contra el Sobreendeudamiento Personal y Familiar y de Protección frente a Procedimientos de Ejecución que afectan a la Vivienda Habitual, la Proposición de Ley de Publicación de las Balanzas Fiscales y la Ley de Consultas Populares por vía de Referéndum, donde fue el diputado relator de la ponencia y dirigió los trabajos parlamentarios.
En la legislatura 2012-2015, fue el portavoz adjunto del grupo parlamentario de ERC y portavoz en la comisión de Economía, Finanzas y Presupuesto.
En las elecciones municipales de 2011, encabezó la candidatura de ERC-JuntsxPineda al ayuntamiento de Pineda de Mar, que pasó de uno a dos concejales.
En las elecciones municipales de 2015, volvió a presentarse a la alcaldía, obteniendo cinco concejales y siendo la segunda fuerza política del consistorio.

### Candidatura a la presidencia
El 7 de noviembre de 2020 anunció su intención de ser el candidato de ERC a las elecciones al Parlamento de Cataluña de 2021, que se confirmó el 20 de noviembre del mismo mes.
Su candidatura logró 603 607 votos (21,30 %), lo que representó 33 escaños en el Parlamento y ser la segunda fuerza en número de votos por detrás del PSC. En la misma noche electoral pidió un referéndum pactado a Pedro Sánchez y propuso un «gobierno amplio» que agrupara a Junts per Catalunya, la CUP y En Comú Podem. Los días 26 y 30 de marzo de 2021, Pere Aragonès se sometió al debate de investidura sin lograr la mayoría absoluta en la primera vuelta ni la relativa en la segunda, ya que los diputados de JuntsxCat se abstuvieron al no haberse alcanzado el pretendido acuerdo de Gobierno. En las dos votaciones obtuvo 42 votos a favor, sumando a los de ERC los de la CUP y 61 en contra del resto de partidos a excepción de las 31 abstenciones de Junts. Finalmente, en la votación del viernes 21 de mayo fue investido presidente por mayoría absoluta al conseguir todos los votos favorables de las tres fuerzas independentistas, 73 en total, frente a los 61 en contra pertenecientes al ala no independentista.

### Trayectoria cívica
Ha participado en diversas entidades sociales y culturales, como el Centro Cultural y Recreativo de Pineda de Mar, el Grupo Scout y Guía Montpalau de Pineda, la Plataforma Salvemos el Valle de la Riera de Pineda de Mar y la Colla de Diables de las fuerzas Infernales de Poblenou en Pineda. Miembro de Òmnium Cultural, de Médicos sin Fronteras y de la Intersindical - Confederación Sindical de Cataluña.

## Presidente de la Generalidad de Cataluña
Pere Aragonès fue investido como nuevo presidente de la Generalidad con mayoría absoluta en primera votación, gracias a los votos de ERC, Junts per Catalunya y la CUP, en la sesión de investidura del Parlamento del viernes 21 de mayo de 2021. Se convertía así, después de siete meses de presidencia interina tras la inhabilitación de su antecesor Quim Torra, en el primer presidente de ERC, votado por el Parlamento, desde Lluís Companys y el séptimo desde la restauración de la autonomía en 1977. Tomó posesión de su cargo el 24 de mayo de 2021.
Aragonès presidió, en un primer momento, un ejecutivo de coalición paritario entre ERC y Junts, con 14 consejerías y una Vicepresidencia que recaía en Jordi Puigneró. El Gobierno Aragonès tomó posesión de su cargo el día 26 de mayo de 2021. De entre las novedades de su gobierno, destacó la creación de la nueva Consejería de Feminismos e Igualdad, que recaía en Tània Verge (Independiente propuesta por ERC), y la de Investigación y Universidades cuya titular era Gemma Geis (Junts). Asimismo, sólo repetían dos consejeros respecto al Gobierno Torra (2018-2020), Jordi Puigneró ahora como Vicepresidente y Consejero de Políticas Digitales e Infraestructuras (Junts) y Teresa Jordà que repetía como titular de Acción Climática, Agricultura y Alimentación (ERC). Entre los nuevos consejeros, destacaba la incorporación de Josep Maria Argimon como titular de Salud (después de ejercer como Secretario de Salud de la Generalidad durante parte de la pandemia por COVID19), de Roger Torrent, expresidente del Parlamento de Cataluña (2018-2021) y exalcalde de Sarriá de Ter (2007-2018) como titular de Empresa y Trabajo o del exalcalde de Villanueva y Geltrú (2005-2011) y exdiputado socialista Joan Ignasi Elena como Consejero de Interior.
El 27 de septiembre de 2022, en el Parlamento, Albert Batet, presidente del grupo de Junts, amagó con pedir una cuestión de confianza al presidente debido a las divergencias en la estrategia de diálogo con el Gobierno español. Mientras que los republicanos apostaban por el diálogo, los posconvergentes lo hacían por la vía unilateral y la confrontación. Después de una consulta interna en Junts, su militancia se pronunció de forma mayoritaria (55,73%) a favor de abandonar el Gobierno de la Generalidad siguiendo la tesis de Laura Borràs, presidenta del partido. A partir del día 8 de octubre, Junts sale definitivamente del gobierno y Aragonès se dispone a aguantar lo que queda de lesgislatura en solitario. Empieza un escenario inédito, el del gobierno con el menor número de apoyos parlamentarios de la historia de Catalunya, con 33 diputados.
El día 11 de octubre de 2022, se anuncia la composición del nuevo gobierno en minoría de ERC, presidido por Pere Aragonès. El president, intentará conformar un gobierno que pese a ser monocolor, incorpora figuras que habían participado en otros espacios políticos, augmentando la idea de transversalidad del ejecutivo. En este momento, pese a eliminar a todos los consejeros de Junts, incorpora a figuras como Joaquim Nadal, histórico alcalde de Girona y exconsejero con el PSC como consejero de Investigación y Universidades; a Carles Campuzano, exdiputado del PDeCat y la antigua CiU como consejero de Derechos Sociales; o a Gemma Ubasart, exsecretaria general de Podem Catalunya como consejera de Justicia, Derechos y Memoria.
El 23 de enero de 2024, realizará una última reforma de gobierno con el nombramiento de Laura Vilagrà como nueva vicepresidenta de la Generalidad de Catalunya.

### Convocatoria de elecciones

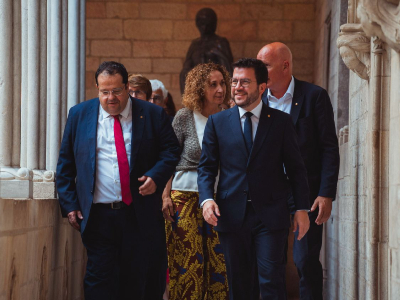
El último consejo de gobierno como Presidente de la Generalidad.

El gobierno no pudo sacar adelante los presupuestos del 2024 por la oposición de todos los grupos menos los del PSC, Esquerra y una diputada no adscrita, porque aunque había estado intentando conseguir el apoyo de los Comunes y Junts los días anteriores, los desacuerdos sobre el proyecto del Hard Rock Entertainment World en el primer caso (y que era requisito para el PSC), y sobre la supresión del impuesto de sucesiones en el segundo, lo impidieron. El 13 de marzo de 2024, al prosperar las enmiendas a la totalidad de Comunes y Junts, Pere Aragonès convocó las elecciones al Parlamento de Cataluña de 2024 para el 12 de mayo.
En las elecciones al Parlamento de Cataluña de 2024, la candidatura encabezada por Pere Aragonès, obtuvo un total de 427 135 votos (29'5%) y 20 escaños de 135. La noche electoral, el presidente se dirigió a su militancia haciendo hincapié en los malos resultados cosechados y como no habían conseguido hacer valer su labor de Gobierno. Los 20 diputados supusieron el peor resultado en una década de ERC y la pérdida de 178 446 votos y 13 escaños. Un días después de las elecciones, Aragonès anunció que no recogería el acta de diputado del Parlamento de Cataluña y que abandonaba la primera línea política, centrando sus esfuerzos en «facilitar una transición desde el Gobierno en funciones hasta la elección de uno de nuevo», abandonando también en su rol de coordinador nacional después del ciclo electoral y de los malos resultados obtenidos en las últimas elecciones.